# YooMoney
A YooMoney (oroszul: ЮMoney), korábban Yandex.Money, orosz e-kereskedelmi fizetési rendszer, amely teljes egészében a Sberbank tulajdonában van, és főként Oroszországban és a környező országokban működik. A cég központja Moszkvában található, további irodái vannak Szentpéterváron és Nyizsnyij Novgorodban.

## Története
A szolgáltatást 2002-ben indította a Yandex a PayCash-sel közösen, majd 2007-ben a Yandex teljesen felvásárolta azt. 2011-ben kibővítették a szolgáltatást Ukrajnára, Fehéroroszországra és Kazahsztánra is.
2012-től kezdve lehetett már pénzt küldeni Visa és MasterCard számlákra, illetve a rendszer lett az Opera Mobile Store alapértelmezett fizetési módja. Ugyanebben az évben saját MasterCard bankkártyákat is kibocsátottak, és megjelent egy okostelefonhoz csatlakoztatható kis kártyaolvasó is.
2013-ban a Sberbank 75%-os részesedést vásárolt a cégből, míg a Yandex megtartotta a fennmaradó 25%-ot.
2014-ben együttműködés indult a Skrill-lel, majd a Nintendo is elkezdte használni a rendszert digitális játékértékesítésre. 2016-tól elérhetővé vált az érintés nélküli fizetés, Apple Watch és iMessage-en keresztüli fizetés is, majd Apple Pay támogatás is érkezett.
2017-ben Ivan Glazacsov lett a vezérigazgató, ugyanebben az évben vezették be a Yandex.Gas szolgáltatást, amellyel az autósok tankolás után az autóból kiszállás nélkül tudnak fizetni. 2019-ben már 10 különböző valutában lehetett számlát vezetni, a rendszer pedig automatikusan kiválasztotta a legkedvezőbb pénznemet fizetéskor.
2020-ban a Sberbank megszerezte a vállalat teljes tulajdonjogát, és a szolgáltatás új nevet kapott: YooMoney.
2022 áprilisában az Egyesült Államok szankciókat vezetett be a szolgálattal szemben az ukrajnai orosz invázió során hozott nemzetközi szankciók részeként.